# Come to Me
Come to Me è un singolo del rapper statunitense Diddy, pubblicato nel 2006 ed estratto dall'album Press Play. Il brano vede la partecipazione della cantante statunitense Nicole Scherzinger.

## Tracce
CD
1. Come to Me (Radio Version) (featuring Nicole Scherzinger) - 4:01
2. Come to Me (Clean) (featuring Nicole Scherzinger) - 4:34
3. Come to Me (Dirty) (featuring Nicole Scherzinger) - 4:34
4. Come to Me (Instrumental Version) - 4:33
5. Come to Me (Call Out Hook) - 0:14